# 屏边小檗
屏边小檗（学名：Berberis pingbienensis）为小檗科小檗属的植物，是中国的特有植物。分布在中国大陆的云南等地，生长于海拔1,900米的地区，多生于石灰山杂木林缘，目前尚未由人工引种栽培。